# (20825) 2000 UN11
2000 يو أن 11 (ويعرف أيضًا باسم (20825) 2000 يو أن 11 وفق تسمية الكوكب الصغير) (بالإنجليزية: 2000 UN11)‏ هو كويكب ضمن حزام الكويكبات؛ وترتيبه 20825 من حيث الاكتشاف.
اكتُشف هذا الجُرم الفلكي بواسطة Charles W. Juels ‏ في 26 أكتوبر 2000.

## وصلات خارجية
- (20825) 2000 UN11 في قاعدة بيانات مختبر الدفع النفاث لأجرام النظام الشمسي الصغيرة

- الاكتشاف · مخطط المدار ·  العناصر المدارية · المعلمات المادية

- (20825) 2000 UN11 على موقع ويكي سكاي: DSS2, SDSS, GALEX, IRAS, Hydrogen α, X-Ray, Astrophoto, Sky Map, Articles and images